# Linia kolejowa Bergen auf Rügen – Lauterbach Mole
Linia kolejowa Bergen auf Rügen – Lauterbach Mole – jednotorowa, niezelektryfikowana linia kolejowa w północno-wschodniej części Meklemburgii-Pomorza Przedniego, na wyspie Rugia. 

## Opis trasy
Linia rozgałęzia się od linii Stralsund - Sassnitz na stacji Bergen auf Rügen. Biegnie na południowy wschód, przez Putbus do Lauterbach Mole i kończy się bezpośrednio przy Rügischer Bodden. W Putbus istnieje połączenie z parową kolejką wąskotorową „Rasender Roland” do Göhren przez Ostseebad Binz. Odcinek pomiędzy połączeniem „Rasenden Roland” na stacji Putbus do Lauterbach Mole został opracowany jako trójszynowy tor, aby umożliwić równoległą eksploatację z kolejką wąskotorową.